# Geschichte der Juden in Brasilien

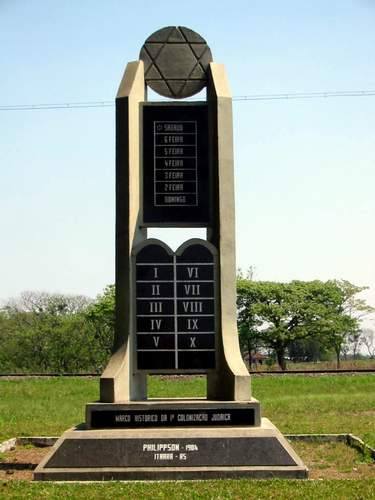
Ehrenmal für die ersten jüdischen Kolonialisten in der Gemeinde Itaara in Rio Grande do Sul, die Philippson Kolonie genannt wurde

Die Geschichte der Juden in Brasilien beginnt mit dem Eintreffen der ersten Juden um 1500. Die jüdische Gemeinde Brasiliens gewann im 16. Jahrhundert an Mitgliedern, als die Inquisition Portugal erreichte. Sie kamen in der Zeit der niederländischen Herrschaft in Brasilien an. Die meisten waren sephardische Juden, die vor der Spanischen Inquisition und der Portugiesischen Inquisition in die Niederlande geflohen waren und die Religionsfreiheit der Niederlande schätzten. Sie hatten einen großen Anteil an der Entwicklung der Zuckerindustrie Brasiliens. Es folgten in den späteren Jahrhunderten mehrere jüdische Einwanderungswellen, ausgelöst durch den Kautschukboom, den Goldrausch und Verfolgungen der Juden in Russland, dem „Dritten Reich“ und später auch in Ägypten. Letztere bewirkte drei große Flüchtlingswellen, 1950, 1956 und 1967. Viele Juden wurden enteignet oder gar inhaftiert und anschließend zur Emigration gezwungen. In Brasilien wechselten sich Religionsfreiheit und Antisemitismus in den Jahrhunderten ab.
Heutzutage gedeihen die jüdischen Gemeinden in Brasilien. In der Vergangenheit ereigneten sich einige antisemitische Ereignisse, hauptsächlich während des Libanonkrieges 2006, speziell Vandalismus auf jüdischen Friedhöfen. Juden in Brasilien machen nur 0,05 % der Gesamtbevölkerung aus.

## Erste Einwanderungen
Mit der Ankunft der ersten Portugiesen im Jahr 1500 in Brasilien trafen Juden, darunter João Faras, genannt Mestre João (Meister Johannes) und Gaspar da Gama (1460 – ca. 1516), mit den ersten Schiffen ein. Eine Reihe von sephardischen Juden wanderte während der ersten Besiedlungen Brasiliens ein. Sie wurden als Cristãos novos („Neue Christen“) bezeichnet – Conversos beziehungsweise Marranos – Juden, die auf Geheiß des portugiesischen Königshauses zum römisch-katholischen Glauben konvertieren mussten.

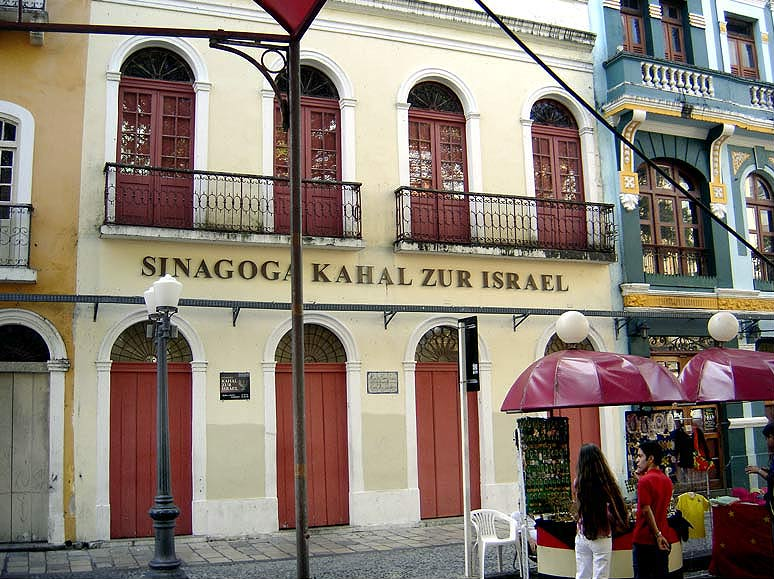
Die Kahal-Zur-Israel-Synagoge in Recife

Die portugiesische Krone hatte beschlossen, nicht selbst in Brasilien zu investieren, sondern Konzessionen an abenteuerlustige Kaufleute mit Risikobereitschaft und nötigem Kapital zu vergeben. Zu ihnen gehörte Fernão de Noronha (ca. 1470–1540), ein zum Christentum konvertierter jüdischer Kaufmann, der auf der iberischen Halbinsel als Vertreter des Augsburger Bankiers Jakob Fugger (1459–1525) fungierte und 1503 in Partnerschaft mit Fugger seine Konzessionsrechte für den Export von Brasilholz erweiterte, was Fugger zum ersten Nicht-Portugiesen
machte, der in Brasilien investieren durfte. Die nachweislich ersten deutsch-jüdischen Kaufmanns- und Reederfamilien trafen 1534 in Brasilien ein. Arnual von Holland erwarb in der Nähe der Stadt Olinda in Pernambuco Zuckerrohrplantagen und Zuckermühlen. Ihm folgten Sebald Lins und Erasmus Schetz, die Zucker, Brasilholz und Baumwolle von ihren Ländereien mittels eigener Schiffe nach Europa exportierten.
Um 1645 zählte die jüdische Gemeinde über 1600 Mitglieder. Mit der Vertreibung der Niederländer 1654 emigrierte der Großteil der Juden in die niederländischen und englischen Kolonien in Nordamerika. Basierend auf dem Fund eines Manuskripts aus dem Jahr 1657 brachten archäologische Ausgrabungen im Jahr 2000 Überreste der vermutlich ersten Synagoge auf dem amerikanischen Kontinent, die „Kahal-Zur-Israel-Synagoge“ (hebräisch קהל צור ישראל Fels Israels) zum Vorschein. Die ersten Einwanderer errichteten sie in Recife im Jahre 1636. Mitglieder der Kahal-Zur-Israel-Synagoge gehörten zu den Gründern von Nieuw Amsterdam, der späteren New York City. Mit dem Schwund der jüdischen Gemeinde in Recife wurde die Nutzung des Gebäudes als Synagoge beendet.
Die meisten Juden aus Portugal vermieden jedoch die Einwanderung nach Brasilien, weil sie auch dort von der Inquisition verfolgt worden wären. Die meisten portugiesischen Marranen suchten deshalb eher Zuflucht in Ländern des Mittelmeerraums. Demgegenüber arbeiteten viele sephardische Juden aus Holland und England im Seehandel der Niederländischen Westindien-Kompanie, insbesondere in der Zuckerproduktion im Nordosten Brasiliens. Die ersten Juden, die nach Nordamerika kamen, waren übrigens sephardische Juden, die sich nach der Vertreibung aus Brasilien durch die Portugiesen im amerikanischen Nordosten niederließen.

## 18. Jahrhundert
In den letzten Jahrzehnten des 18. Jahrhunderts kamen einige Marranen in den Südosten Brasiliens, um in den Goldminen zu arbeiten. Viele wurden wegen ihrer Angehörigkeit zum Judentum verhaftet. Brasilianische Familien, die von den Marranos abstammten, konzentrieren sich hauptsächlich in den Bundesstaaten Minas Gerais, Rio de Janeiro, Pará und Bahia. Die meisten Quellen besagen, dass die erste Synagoge von Belém, „Scha’ar haSchamaim“ (hebräisch שער השמים Tor des Himmels), 1824 gegründet wurde. Dies wird Kontrovers diskutiert: die erste Synagoge in Belém sei „Eschel Avraham“ (hebräisch אשל אברהם Abrahams Tamarisken) gewesen und 1823 oder 1824 gegründet worden, während Scha’ar haSchamaim erst 1826 oder 1828 eröffnet worden sei. Die jüdische Bevölkerung in Belém, Hauptstadt der früheren Provinz Grão-Pará, hatte bis 1842 eine etablierte Nekropole.

## 19. Jahrhundert
Nach Inkrafttreten der ersten brasilianischen Verfassung im Jahr 1824, die die Religionsfreiheit gewährte, nahm die Zuwanderung von Juden zu. Viele marokkanische Juden kamen im 19. Jahrhundert an, hauptsächlich wegen des Aufschwungs des Kautschukanbaus am Amazonas. Nach der Entdeckung des Herstellungsverfahrens von Gummi (durch Vulkanisation des Kautschuks) im Jahr 1839 erhöhte sich die Nachfrage enorm und führte in der Amazonasregion um Manaus und Belém zu einem Kautschukboom.

## 20. Jahrhundert

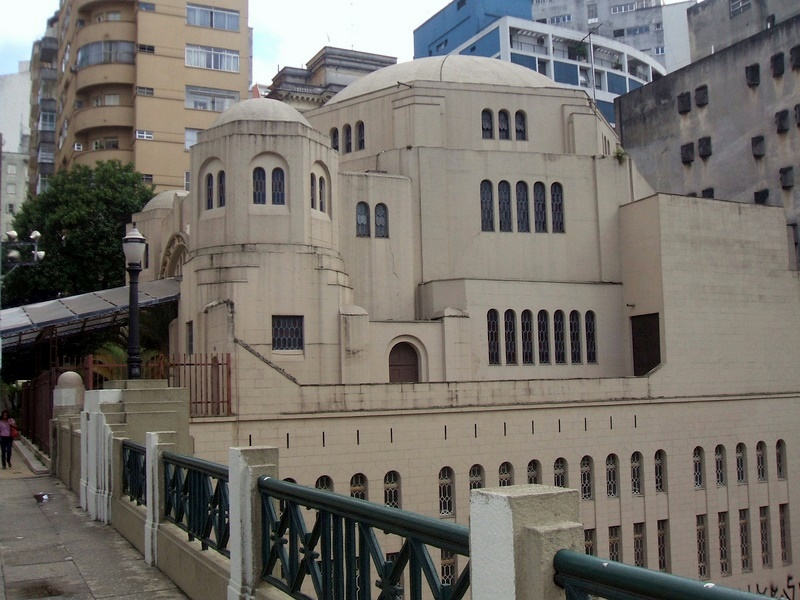
Beth El Synagoge, São Paulo, erbaut 1929

Weitere Wellen der jüdischen Einwanderung folgten zuerst durch russische Juden, die vor Pogromen und der russischen Revolution flüchteten. 1904 begann im Bundesstaat Rio Grande do Sul, dem südlichsten Bundesstaat Brasiliens, die von der Jewish Colonization Association (JCA) unterstützte jüdische landwirtschaftliche Kolonialisierung. Ziel war die Ansiedlung russischer Juden während der Masseneinwanderung aus dem russischen Reich.
Die ersten Kolonien waren Philippson (1904) und Quatro Irmãos (1912). Diese Kolonialisierungsversuche scheiterten jedoch alle an Unerfahrenheit, unzureichenden Mitteln, mangelnder Planung, administrativen Problemen, und fehlenden landwirtschaftlichen Einrichtungen. 1920 begann die JCA, einen Teil des Landes an nichtjüdische Siedler zu verkaufen. Der Hauptnutzen dieser landwirtschaftlichen Experimente war die Beseitigung der Beschränkungen der jüdischen Einwanderung aus Europa nach Brasilien im 20. Jahrhundert.
In den 1930er Jahren flohen polnische Juden nach Brasilien vor dem Nationalsozialismus, insbesondere nach dem Überfall auf Polen. In den späten 1950er Jahren kamen in einer weiteren Einwanderungswelle Tausende nordafrikanischer Juden nach Brasilien.

### Dunkles Kapitel
Jahrzehntelang hüteten die „Judeus“ Brasiliens einen dunklen, wunden Punkt ihrer Vergangenheit wie ein Geheimnis – die jüdischen Zwangsprostituierten. Im Jahre 1867 gingen in Rio de Janeiro siebzig Frauen an Land. Sie stammten aus Polen und werden deshalb im Volksmund ebenso wie ihre Nachfolgerinnen aus Russland, Litauen, Rumänien und auch Österreich, Deutschland und Frankreich bald nur noch pejorativ „Polacas“ genannt. Tausende junger Jüdinnen, die Armut und Antisemitismus entkommen wollten, wurden mit falschen Versprechungen nach Südamerika gelockt. In den Edelbordellen der lateinamerikanischen Wirtschaftsmetropole dominierten einst jüdische Prostituierte aus Europa, viele davon tiefreligiös. Den Freiern gaben sie sich wider Willen hin – gezwungen von jüdischen Zuhältern. Zwi Migdal (hebräisch צבי מגדל) war eine 1906 gegründete jüdische Zuhälterorganisation. Ende der 20er Jahre soll die Organisation aus 500 Mitgliedern bestanden haben, die 2000 Bordelle und 30.000 Frauen unter sich gehabt hätten. 1931 zählte Brasilien 431 jüdische Bordelle. „Jüdinnen aus Osteuropa versprechen die aufregendsten Perversionen – was führte sie dazu, so zu enden, sich für den Gegenwert von drei Francs zu verkaufen?“, schreibt der Schriftsteller Stefan Zweig nach einem Besuch des Rotlichtviertels in Rio de Janeiro 1936 verwundert in sein Tagebuch. „Einige Frauen sind wirklich schön – über allen liegt eine diskrete Melancholie – und deshalb erscheint ihre Erniedrigung, das Ausstellen in einem Schaufenster, nicht einmal vulgär, berührt mehr, als dass es erregt.“ Erst 1970 endet das triste Kapitel der jüdischen Prostitution mangels Nachschub.

### Erster Weltkrieg
Bis zum Ersten Weltkrieg lebten etwa 7000 Juden in Brasilien. 1910 wurde in Porto Alegre, der Hauptstadt von Rio Grande do Sul, eine jüdische Schule eröffnet und 1915 von Josef Halevi die jiddische Zeitung Di Menschhait („Menschlichkeit“, A Humanidade) gegründet. Ein Jahr später bildete die jüdische Gemeinde von Rio de Janeiro ein Hilfskomitee für die Opfer des Ersten Weltkriegs. 1915 folgte die jiddische Zeitung Di Idiche Tsukunft („Die jüdische Zukunft“; O Futuro Israelita). Die Congregação Israelita Paulista (Israelische Kongregation von São Paulo), die größte Synagoge in Brasilien, wurde vom späteren Oberrabbiner von São Paulo, Fritz Pinkuss, der in Egeln (Deutschland) geboren wurde, begründet. Die Beth El Synagoge, (hebräisch בית אל Haus Gottes) wurde 1929 in São Paulo erbaut und 1932 eingeweiht. Heutzutage wird dort nur noch an Rosch ha-Schana und Jom Kippur gebetet. Gleichzeitig fungiert es als Museum jüdischer Kultur.
Der Jüdische Friedhof von Vila Mariana wurde 1923 eingeweiht, 1953 entstand der Israelitische Friedhof von Butantã. 2001 eröffnete der neue Israelitische Friedhof in Embu bei São Paulo. In Butantã und Embu wurden Denkmäler in Erinnerung an die Opfer der Schoa errichtet.

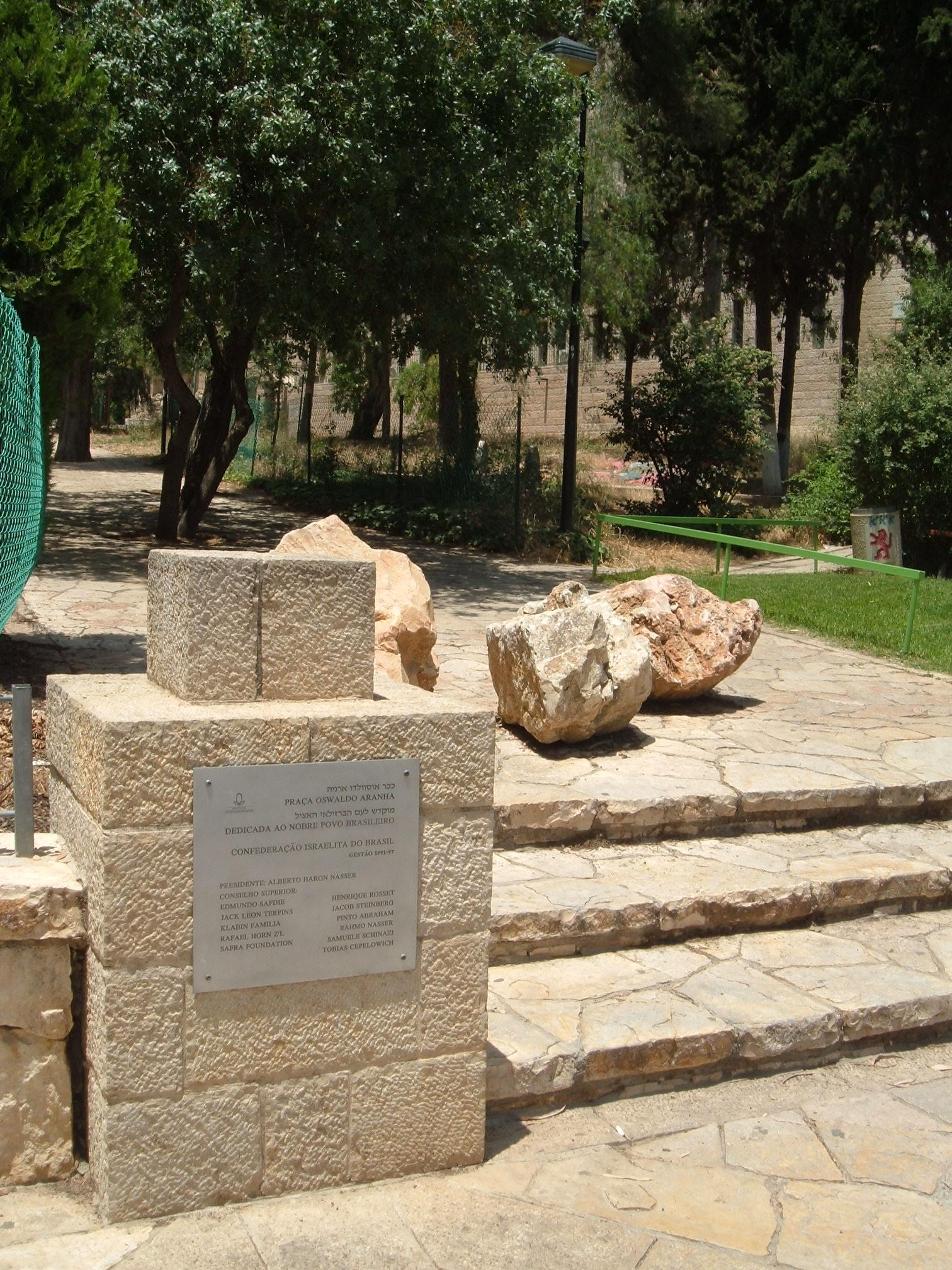
Gedenktafel zu Ehren Aranhas in Jerusalem

Die Associação Religiosa Israelita (Israelische Religionsvereinigung von Brasilien), die heute Mitglied der World Union for Progressive Judaism (Weltunion für Progressives Judentum) ist, wurde von Heinrich Lemle (1909–1978) gegründet, der 1941 von Frankfurt nach Rio de Janeiro ausgewandert ist. Lemle wurde später Oberrabbiner Brasiliens und 1959 Ehrenbürger von Rio de Janeiro.

### Fluchthelfer vor dem Nationalsozialismus
Während des Zweiten Weltkriegs war Oswaldo Aranha Außenminister Brasiliens. Zwischen 1938 und 1944 erhielten viele Juden Visa nach Brasilien. Luís Martins de Souza Dantas (1876–1954) war seit 1922 Brasiliens Botschafter in Frankreich. Im Juni 1940 erlebte er in Paris und dann in Vichy die massive Flucht von Franzosen und Flüchtlingen nach Süden, als das Land von deutschen Truppen überrannt wurde. Ab 1937 verbot Brasilien der jüdischen Auswanderung die Einreise nach Brasilien. Souza Dantas suchte nach Wegen, um dieses Verbot zu umgehen. Am 8. Oktober 1940 bat Souza Dantas den brasilianischen Außenminister Oswaldo Aranha um die Erlaubnis, in Ausnahmefällen Visa an Staatenlose mit Nansen-Pässen oder anderen Identitätsnachweisen unter eigener Verantwortung auszuliefern. Der Botschafter legte die von seinem Minister erteilte Erlaubnis äußerst großzügig aus und erteilte Juden und nichtjüdischen Flüchtlingen in der nicht besetzten Zone Hunderte Visa mit dem Ziel, die Ausreise aus Frankreich zu ermöglichen. Allein im Jahr 1939 erhielten Juden 4601 Visa für einen unbefristeten oder befristeten Aufenthalt. Damit wurden 9 % aller Visa für einen ständigen Aufenthalt und 14 % aller Visa für einen vorübergehenden Aufenthalt in Brasilien an Personen jüdischer Herkunft ausgestellt. Im Jahr 1940 erhielten 2500 jüdische Einwanderer ein Visum für Brasilien. Yad Vashem zeichnete Luiz Martins de Souza Dantas als Gerechten unter den Völkern aus.
Albert Einstein bat Osvaldo Aranha um Hilfe bei der Beantragung eines Visums für seine Freundin, die deutsche Jüdin Helene Fabian-Katz. Einstein hatte zuvor die Regierung der Vereinigten Staaten um Hilfe gebeten, aber die USA verweigerte Fabian-Katz ein Visum. Helene Fabian-Katz erhielt ein Visum für Brasilien und konnte so zu ihrem Bruder, der bereits in São Paulo lebte.

### Zweiter Exodus aus Ägypten
Die antisemitische Haltung des Nasser-Regimes in Ägypten führte nach dem Zweiten Weltkrieg zu einer Vertreibung („Zweiter Exodus“) von 75.000 Juden aus Ägypten, von denen über einen längeren Zeitraum etwa 15.000 Juden nach Brasilien gelangten.

## 21. Jahrhundert

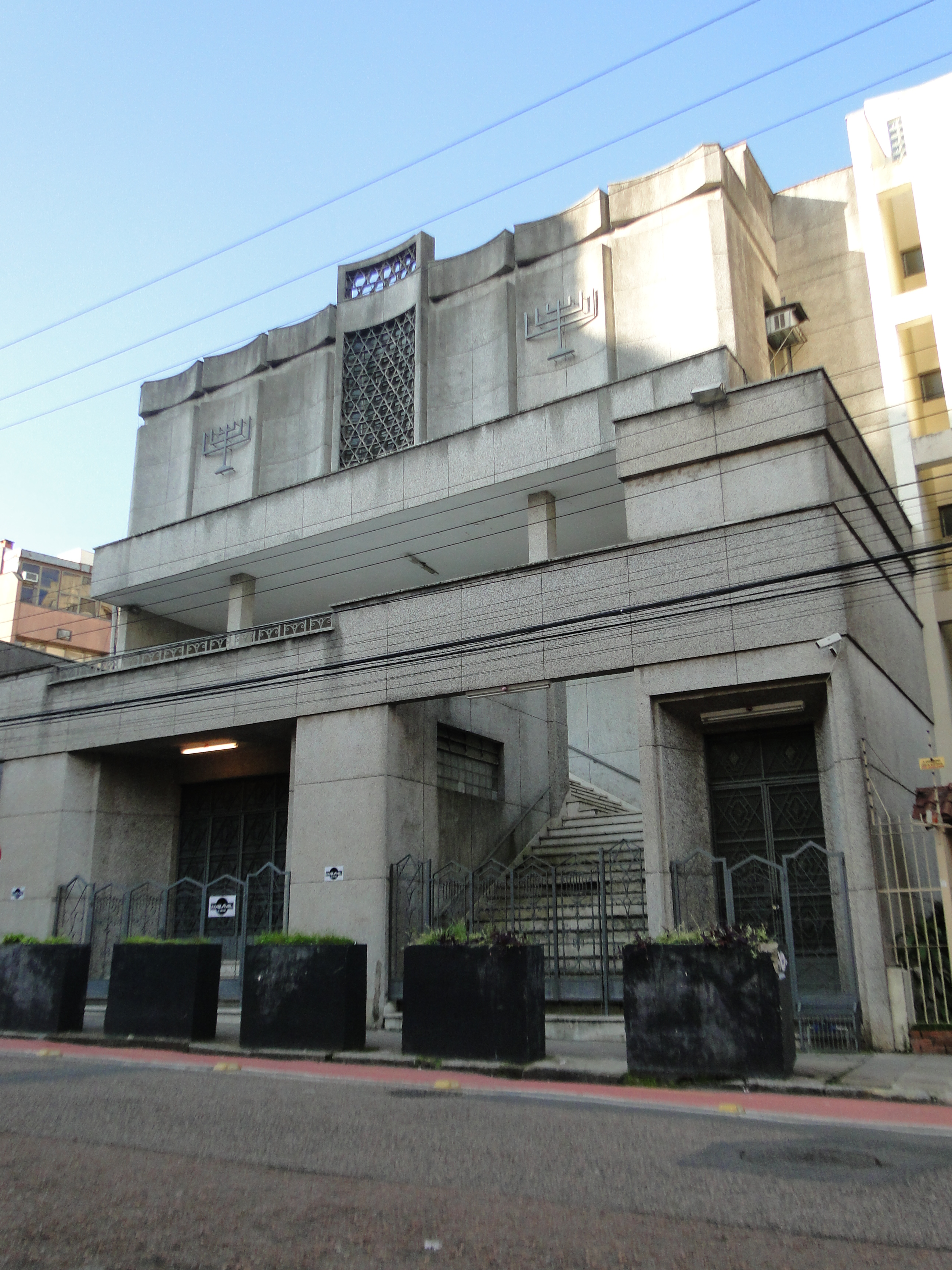
Synagoge im Bairro Bom Fim, einem Stadtteil von Porto Alegre

Die jüdische Gemeinde setzt sich zu 75 % aus aschkenasischen Juden polnischer und deutscher Abstammung sowie zu 25 % aus sephardischen Juden spanischer, portugiesischer und nordafrikanischer Abstammung zusammen. Unter den nordafrikanischen Juden ist eine bedeutende Zahl ägyptischer Abstammung.
Brasilianische Juden spielen eine aktive Rolle in Politik, Sport, Wissenschaft, Handel und Industrie und sind insgesamt gut in allen Bereichen des brasilianischen Lebens integriert. Die Mehrheit der brasilianischen Juden lebt im Bundesstaat São Paulo, darüber hinaus gibt große Gemeinden in den Bundesstaaten Rio de Janeiro, Rio Grande do Sul, Minas Gerais, Pernambuco und Paraná.
Juden führen in Brasilien ein offenes religiöses Leben und es sind selten antisemitische Vorfälle zu verzeichnen. In den Hauptstädten gibt es Schulen, Vereine und Synagogen, in denen brasilianische Juden jüdische Kultur und Traditionen praktizieren und weitergeben können. Einige jüdische Gelehrte sagen, dass die einzige Bedrohung für das Judentum in Brasilien die relativ hohe Häufigkeit von Mischehen ist, die 2002 auf 60 % geschätzt wurde. Unter den Juden und Arabern des Landes ist die Zahl der Mischehen besonders hoch. So wie die Mischehen vermischen sich in Brasilien die Religionen. So entstand beispielsweise Umbanda, eine synkretistische oder mystisch-spirituelle Religion, die in ihrer ästhetischen Symbolsprache heterogenste Glaubensvorstellungen, wie aus dem Volkskatholizismus, der jüdischen Kabbala, der universalen Esoterik und indigene hinduistische beziehungsweise buddhistische Werte in sich vereinigt.

### Kinder der Gezwungenen
Seit Beginn des 21, Jahrhunderts gab es bei den Nachfahren derjenigen Juden in Brasilien, die durch Zwang zum Christentum bekehrt wurden, eine steigendes Interesse an der Konversion zum Judentum. Sie werden sephardische Bnei Anusim (hebräisch בני אנוסים ספרדיים) genannt. Der Ausdruck Anusim (hebr. אנוסים, Plural von hebräisch אנוס anús „gezwungen“) ist eine rabbinisch-juristische Bezeichnung für Juden, die zum Verlassen des Judentums gegen ihren Willen gezwungen wurden und die, so weit ihnen nur möglich, das Judentum unter den repressiven Umständen weiter praktizierten. Als „Bnei Anusim“ werden die „Kinder der Gezwungenen“ bezeichnet. Die Organisation Reconectar (spanisch/portugiesisch für „wiederverbinden“) beschäftigt sich weltweit mit den Nachkommen der zur Konversion gezwungenen Juden und bietet denjenigen, die die Verbindung zum Judentum wiederherstellen möchten, Information und Unterstützung an.
Als erste Rabbinerin in Brasilien wirkte seit 2003 die in Paraguay geborene Sandra Kochmann an Rio de Janeiros Synagoge der Associação Religiosa Israelita. Ihr folgte Luciana Pajecki Lederman, die seit 2005 in São Paulos Shalom-Gemeinde tätig ist. Im Jahr 1936 gründen deutsche Juden, die vor den Nazis geflüchtet waren, in São Paulo die Kongregation CIP (Congregação Israelita Paulista) und errichten ihre Synagoge „Etz Chaim“ (hebräisch עץ חיים Baum des Lebens) in São Paulo. Neben den Rabbinern Michel Schlesinger und Ruben Sternschein wirkt seit 2017 auch eine Rabbinerin – die 30-jährige Fernanda Tomchinsky-Galanternik.
Seit der Gründung des Staates Israel im Jahr 1948 gab es einen stetigen Strom von Alija (Einwanderung nach Israel). Zwischen 1948 und 2010 sind 11.586 brasilianische Juden nach Israel ausgewandert.

## Antisemitismus
In den 1930er und 1940er Jahren beherrschte ein ambivalentes Verhalten der brasilianischen Regierung die Einwanderungspolitik von Juden. Brasiliens offensichtlich widerspruchsvolle Einwanderungspolitik gegenüber Juden war das Ergebnis einer wechselnden Ansicht über Juden. Am 7. Juni 1937 ordnete die brasilianische Regierung in einer Reihe von streng geheimen Depeschen an, allen Juden jegliche Visa zu verweigern. Diese Weisung richtete sich hauptsächlich gegen deutsch-jüdische Flüchtlinge, von denen seit 1933 vielleicht 10.000 nach Brasilien gelangt waren. Für das Regime unter Getúlio Vargas (1882–1954) waren Juden ebenso sehr wirtschaftlich erwünscht wie sie politisch unbequem waren. Ab 1939 jedoch reisten deutsche Juden ganz offen mit legalen Visa in größerer Zahl als jemals zuvor nach Brasilien ein — ein Zustand, der bis 1942 fortdauern sollte. Einerseits brachten die jüdischen Einwanderer — ungeachtet der Einreisebeschränkungen — Fachkenntnisse und Kapital nach Brasilien und trugen dazu bei, die wirtschaftliche Expansion der Nachkriegszeit anzuregen. Gleichzeitig wurden die harten Kritiker im Innern still gehalten, während Brasilien die Vorteile seiner Allianz mit den Vereinigten Staaten und England genoss. Im Jahr 1995 hat das brasilianische Außenministerium sein Archiv ganz geöffnet, woraus der Antisemitismus in der Ära Vargas deutlich wurde. Abgelehnte Visa-Anträge für jüdische Flüchtlinge erreichten die Zahl von über 16.000 – Menschen, die hätten gerettet werden können. Als Brasilien 1943 in den Krieg gegen Deutschland eintrat, wurden die Juden vorübergehend offiziell zum Staatsfeind, denn es wurden Deutsche, Deutsche Nazis und Deutsche Juden über einen Kamm geschert.
Während der Regierung des Vargas-Nachfolgers General Eurico Gaspar Dutra 1946–1951 bestand die inoffizielle antisemitische Haltung des behördlichen Apparates weiter, die Immigration war erschwert. Ungeachtet dessen schaffte es eine unbekannte Anzahl deutscher und osteuropäischer Juden nach Brasilien einzureisen, oft auf der Suche nach Verwandten und Freunden und einem Neuanfang. Viele kamen auf legale oder illegale Weise über Bolivien nach Brasilien.
- Siehe auch Brasil-Aktion

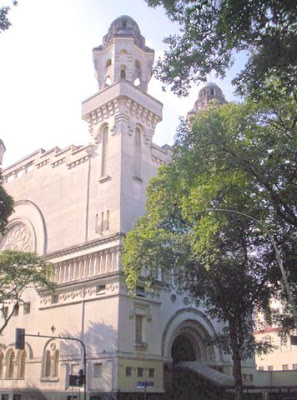
Synagoge in Rio de Janeiro

Mit seiner Verfassung von 1988 verurteilt Brasilien strengstens den Antisemitismus und ein solches Vorgehen verstößt ausdrücklich gegen das Gesetz. Nach dem brasilianischen Strafgesetzbuch ist es illegal, Literatur zu schreiben, zu bearbeiten, zu veröffentlichen oder zu verkaufen, die Antisemitismus oder Rassismus fördert. Das Gesetz sieht Strafen von bis zu fünf Jahren Gefängnis für Verbrechen von Rassismus oder religiöser Intoleranz vor und ermöglicht es den Gerichten, für jeden, der antisemitisches oder rassistisches Material ausstellt, verbreitet oder ausstrahlt, eine Gefängnisstrafe von zwei bis fünf Jahren zu verhängen. Im Jahr 2005 wurde eine Gruppe von Juden vor einer Bar in Porto Alegre durch Neonazis angegriffen und schwer verletzt. Neun Personen wurden offiziell angeklagt und erhielten lange Haftstrafen. Seit 2005 wurden in Rio Grande do Sul vierzig Personen wegen Verbrechen angeklagt, die mit Neonazismus in Verbindung gebracht werden.
1989 verabschiedete der brasilianische Kongress ein Gesetz, das die Herstellung, den Handel und den Vertrieb von Hakenkreuzen zum Zwecke der Verbreitung des Nationalsozialismus verbietet. Demjenigen, der gegen dieses Gesetz verstößt, droht eine Freiheitsstrafe zwischen zwei und fünf Jahren. Trotzdem ist es bis heute von der Gesellschaft und der Politik akzeptiert und toleriert, Kindern die Vornamen Hitler, Himmler oder Göring als amtlich registrierte Vornamen in Brasilien zu geben.
Die jüdischen Gemeinschaften in Brasilien begrüßten ein neues Gesetz vom März 2019, das Schülern und Studenten das Fernbleiben vom Unterricht an religiösen Feiertagen erlaubt. Jüdische Schüler müssen am Schabbat nicht mehr im Unterricht erscheinen, ebenso wenig an Tagen wie Pessach, Rosch ha-Schana und Jom Kippur. Brasiliens damaliger Präsident Jair Bolsonaro hatte das Gesetz am 4. Januar 2019 unterzeichnet. Es gilt für alle Religionsgemeinschaften. Das Gesetz stellt Schüler vom Unterricht an Tagen frei, an denen religiöse Feste stattfinden.
Einem Bericht des US-Außenministeriums zufolge ist Antisemitismus in Brasilien nach wie vor selten. Die Ergebnisse einer globalen Umfrage zu antisemitischen Tendenzen, die von der Anti-Defamation League veröffentlicht wurde, stuften Brasilien im weltweiten Vergleich als ein Land ein, in dem der Antisemitismus am wenigsten ausgeprägt ist. Laut dieser globalen Umfrage, die zwischen Juli 2013 und Februar 2014 durchgeführt wurde, hat Brasilien den niedrigsten „Antisemitischen Index“ (16 %) Lateinamerikas und den drittniedrigsten in ganz Amerika, hinter Kanada (14 %) und den Vereinigten Staaten (9 %).

## Einrichtungen jüdischer Kultur in Brasilien

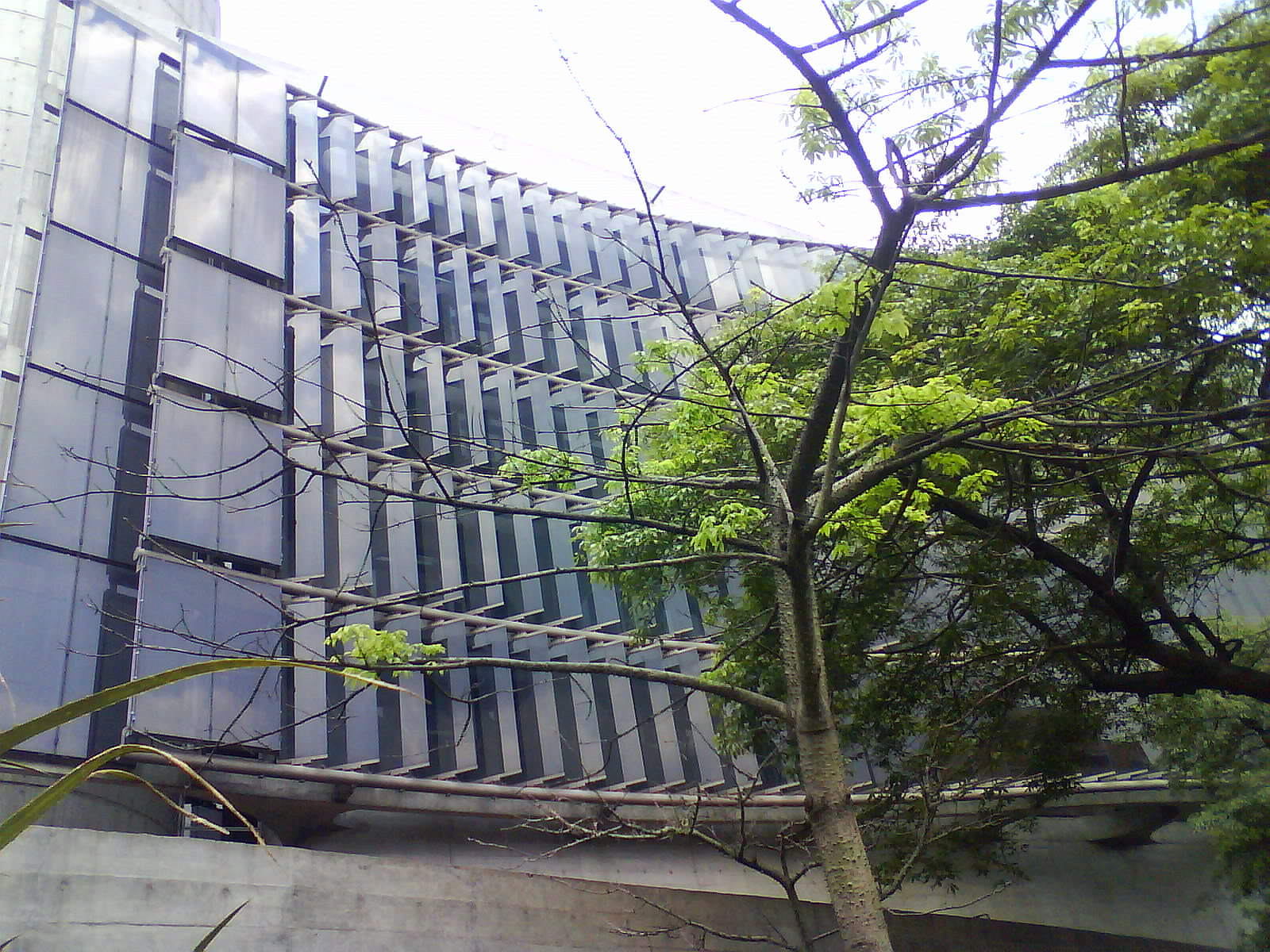
Centro da Cultura Judaica (Zentrum für jüdische Kultur), Pinheiros-Distrikt, São Paulo

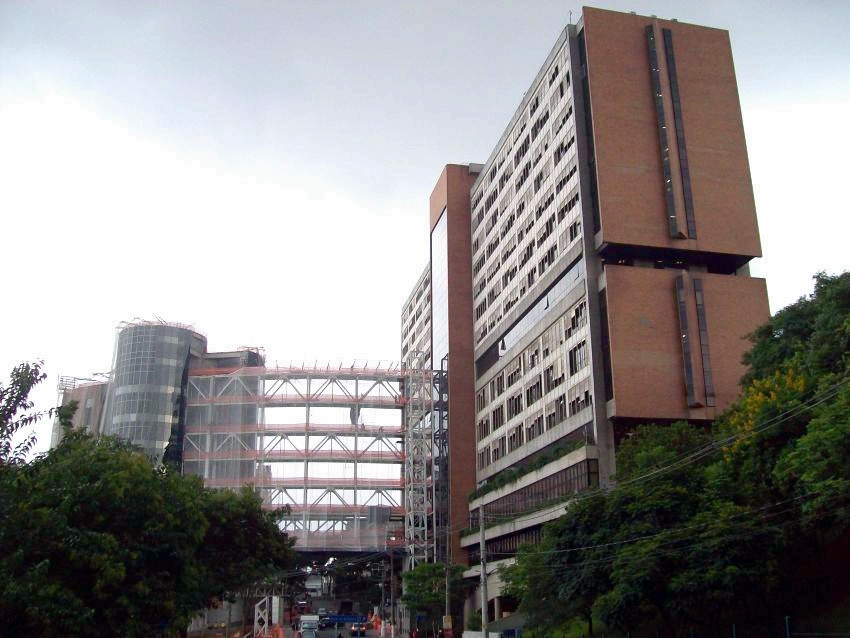
Albert-Einstein-Hospital in São Paulo

Hervorzuheben ist das Engagement von Arnaldo Niskier in Einrichtungen jüdischer Kultur in Brasilien. Niskier (* 1935 in Rio de Janeiro), ist der Sohn von Mordko Majer Niskier und Fany Niskier, einem jüdischen Ehepaar, das aus Ostrowiec (Polen) in den frühen 1930er Jahren nach Brasilien eingewandert war.
Das Hospital Israelita Albert Einstein (Israelitisches Krankenhaus Albert Einstein) wurde 1971 in São Paulo eröffnet und zählt seit Jahren zu den führenden Krankenhäusern in ganz Lateinamerika.
Im Februar 2016 wurde in São Paulo das Memorial da Imigração Judaica e do Holocausto, ein erstes Museum über die jüdische Einwanderung in Brasilien und den Holocaust eröffnet, in dem über 1000 Exponate präsentiert werden.
- Die 1948 gegründete Confederação Israelita do Brasil (CONIB) übernimmt als Dachorganisation die Repräsentanz und politische Vertretung aller Juden in Brasilien.
- Akademischer Rat des Zentrums für jüdisch-brasilianische Kultur, (Conselho Acadêmico do Centro de Cultura Judaico-Brasileiro)
- Zentrum für Jüdische Geschichte und Kultur (Centro de História e Cultura Judaica) in Rio de Janeiro
- Jüdische Vereinigung Brasilien (Conselho Superior da Confederação Israelita do Brasil (CONIB))
- Haus der Kultur Israels in São Paulo (Casa de Cultura de Israel)
- Clube Philo Dramatico Musical
- Israelitische Gesellschaft Freunde der Armen (Sociedade Israelita Amigos dos Pobres)

### Synagogen in Rio de Janeiro (Auswahl)
- Beit Lubavitch Rio de Janeiro (Chabad)
- Bnei Akiva Copacabana (übergeordnet, hebräisch קופקבנה בני עקיבא Kinder Akiwas in Copacabana)
- Bnei Akiva Tijuca (übergeordnet, hebräisch בני עקיבא טיג'וקה Kinder Akiwas in Tijuca)
- Lubawitsch Copacabana (Orthodox)
- Kehilat Jaacov (Orthodox, hebräisch קהילת יעקב Gemeinde Jakobs)
- Jeschiwa Colegial Machne Israel (Orthodox)
- Kirov Achim (hebräisch קירוב אחים)[28]

### Synagogen in São Paulo (Auswahl)
Jüdische Gemeinde São Paulo:
- Beit Chabad do Brazil (Chabad, hebräisch בית חב"ד ברזיל Chabad-Haus in Brasilien)
- Beit Chabad Morumbi (Chabad, hebräisch בית חב"ד מורומבי Chabad-Haus in Morumbi)
- Beit Chabad Perdizes/Sumaré (Chabad, hebräisch בית חב"ד פרדיצ'ס Chabad-Haus in Perdizes)
- Beit Menachem (Chabad, hebräisch בית מנחם Haus des Trostes)
- Beth Yaakov (Sephardim, hebräisch בית יעקב Haus Jakobs)
- Bnei Akiva (Orthodox, hebräisch בני עקיבא Kinder Akiwas)
- Centro Tiferet Lubavitsch (Chabad, hebräisch תפארת ליובאוויטש Lubawitscher Zierde)
- Iavne (Sephardim, hebräisch לבנה)
- Israeli Beth Jacob (Orthodox)
- Knesset Israel (Aschkenasim, hebräisch כנסת ישראל)
- Mekor Chaim (Sephardim, hebräisch מקור חיים Quell des Lebens)
- Maor HaTorah - Javne (hebräisch מאור התורה - יבנה Licht der Thora)
- O Schil - Beit Chabad do Itaím (Chabad)
- Tseirei Agudas Chabad (Chabad)
- Jeschiva Tomchei Tmimim Lubawitsch Ohel Menachem (Chabad, hebräisch ישיבת תומכי לובביץ-אוהל מנחם)
- Abir Jaakov (hebräisch אביר יעקב)[30]

## Demografie
Brasilien hat die neuntgrößte jüdische Gemeinde der Welt, laut der Volkszählung des brasilianischen Instituts für Geographie und Statistik (Instituto Brasileiro de Geografia e Estatística, IBGE) bis 2010 ungefähr 107.329. Nach Argentinien hat Brasilien die zweitgrößte jüdische Bevölkerung in Lateinamerika. Die Jüdische Vereinigung Brasiliens (CONIB) schätzt, dass es in Brasilien mehr als 120.000 Juden gibt.
Die Tabelle verzeichnet die nach den brasilianischen Volkszählungen angegebene Anzahl Personen jüdischen Glaubens nach Bundesstaat. Sie hat als absteigende Primärsortierung die höchste Zahl des letzten Zensus.
| Bundesstaat         | 2000   | 2010      | 2020 | Region       |
| ------------------- | ------ | --------- | ---- | ------------ |
| São Paulo           | 42.174 | 51.050 ▲  |      | Südosten     |
| Rio de Janeiro      | 25.752 | 24.451 ▼  |      | Südosten     |
| Rio Grande do Sul   | 7.269  | 7.805 ▲   |      | Süden        |
| Paraná              | 2.280  | 4.122 ▲   |      | Süden        |
| Minas Gerais        | 2.213  | 3.509 ▲   |      | Südosten     |
| Pernambuco          | 1.398  | 2.408 ▲   |      | Nordosten    |
| Bahia               | 927    | 2.302 ▲   |      | Nordosten    |
| Pará                | 967    | 1.971 ▲   |      | Norden       |
| Amazonas            | 663    | 1.696 ▲   |      | Norden       |
| Distrito Federal    | 624    | 1.103 ▲   |      | Mittelwesten |
| Santa Catarina      | 462    | 1.036 ▲   |      | Süden        |
| Espírito Santo      | 247    | 900 ▲     |      | Südosten     |
| Goiás               | 350    | 813 ▲     |      | Mittelwesten |
| Paraíba             | 76     | 628 ▲     |      | Nordosten    |
| Ceará               | 223    | 580 ▲     |      | Nordosten    |
| Mato Grosso do Sul  | 203    | 416 ▲     |      | Mittelwesten |
| Mato Grosso         | 135    | 374 ▲     |      | Mittelwesten |
| Maranhão            | 101    | 368 ▲     |      | Nordosten    |
| Rio Grande do Norte | 106    | 320 ▲     |      | Nordosten    |
| Alagoas             | 9      | 309 ▲     |      | Nordosten    |
| Piauí               | 49     | 229 ▲     |      | Nordosten    |
| Amapá               | 45     | 217 ▲     |      | Norden       |
| Sergipe             | 171    | 184 ▲     |      | Nordosten    |
| Rondônia            | 126    | 166 ▲     |      | Norden       |
| Tocantins           | 246    | 162 ▼     |      | Norden       |
| Roraima             | 0      | 154 ▲     |      | Norden       |
| Acre                | 12     | 59 ▲      |      | Norden       |
| Brasilien           | 86.825 | 107.329 ▲ |      | Summe        |

Bezogen auf die Gesamtbevölkerung Brasiliens (208.360.000 Einwohner, Stand Dezember 2017) beträgt der Anteil der jüdischen Brasilianer 0,05 %.

## Namhafte nach Brasilien emigrierte Juden (Auswahl)

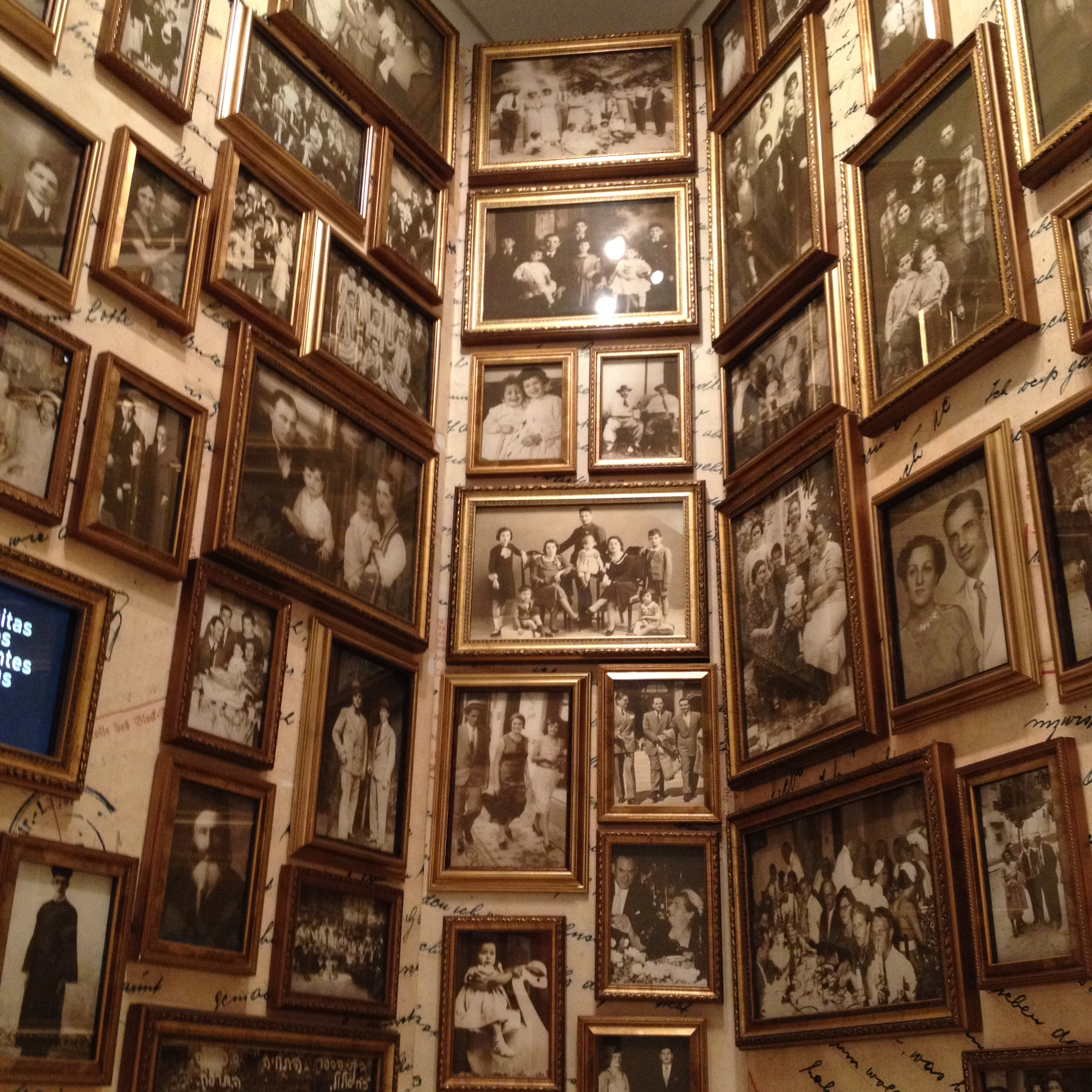
Porträts von Hunderten von eingewanderten Juden an den Wänden des Memorial da Imigração Judaica e do Holocausto.

Vor dem Nationalsozialismus nach Brasilien geflohene beziehungsweise emigrierte Juden:
- Frank Arnau (1894–1976), Schriftsteller
- Olga Benario-Prestes (1908–1942), Kommunistin
- Ernst Bresslau (1877–1935), Zoologe und Professor
- Friedrich Gustav Brieger (1900–1985), Botaniker und Genetiker
- Herbert Caro (1906–1991), Rechtsanwalt, Übersetzer und Tischtennisspieler
- Ernst Feder (1881–1964), Schriftsteller und Journalist
- Fritz Feigl (1891–1971), Chemiker
- Vilém Flusser (1920–1991), Medienphilosoph und Kommunikationswissenschaftler
- Paul Frischauer (1898–1977), Romanautor und Journalist
- Norbert Geyerhahn (1885–1943), Buchhändler
- Walter Geyerhahn (1912–1990), Verleger und Mitglied des Repräsentantenhauses Guanabara
- Alfred Hirschberg (1901–1971), Direktor der Congregação Israelita Paulista und des Keren Hayesod
- Richard Katz (1888–1968), Journalist und Reiseschriftsteller
- Itzhak Hans Klinghofer (1905–1990), Wissenschaftsberater, Jurist und Politiker
- Victor Leinz (1904–1983), Geologe und Petrograph
- Richard Lewinsohn (1894–1968), Arzt, Wirtschafts-Journalist und Schriftsteller
- Ludwig Lorch (1900–1974), Gründer der Congregação Israelita Paulista
- Felix Rawitscher (1890–1957), Botaniker und Hochschulprofessor
- Heinrich Rheinboldt (1891–1955), Chemiker
- Anatol Rosenfeld (1912–1973), Literaturkritiker
- Paul Rosenstein (1875–1964), Urologe
- Lasar Segall (1891–1957), Maler, Grafiker und Bildhauer
- Hugo Simon (1880–1950), Bankier und Politiker
- Hans Stammreich (1902–1969), Chemiker
- Léopold Stern (1886–?), Autor, Mitglied des PEN-Clubs
- Hans Stern (1922–2007), Juwelier
- Stefan Zweig (1881–1942), Schriftsteller